# Syntaxe abstraite
En informatique, la syntaxe abstraite d'une structure de données représente les types qui définissent ces données sans forcément leur assigner une représentation ou un codage précis. Elle sert en particulier à la représentation du code source des langages de programmation, et est généralement stockée dans un arbre syntaxique abstrait.
Par opposition, la syntaxe concrète inclut l'information indiquant comment sont représentées les données.